# Dayah Bie
Dayah Bie is een bestuurslaag in het regentschap Pidie van de provincie Atjeh, Indonesië. Dayah Bie telt 278 inwoners (volkstelling 2010).